# Dichiarazione sostitutiva di certificazione
Una dichiarazione sostitutiva di certificazione (anche autocertificazione), in Italia, è una dichiarazione firmata in foglio di carta semplice (senza marca da bollo) nella quale viene fatta una dichiarazione sotto propria responsabilità.

## Disciplina
Venne introdotta nell'ordinamento italiano con la legge 4 gennaio 1968, n. 15 ("Norme sulla documentazione amministrativa e sulla legalizzazione e autenticazione di firme"), e ampliata con la legge 15 marzo 1997, n. 59 per semplificare le procedure della pubblica amministrazione italiana.
Le disposizioni relative in materia sono state poi raccolte nel DPR 28 dicembre 2000, n. 445.

## Utilizzo
Permette a chi ne fa uso di sostituire certificazioni amministrative relative a fatti, stati e qualità risultanti da registri pubblici; spesso serve a dichiarare il possesso di determinati titoli e requisiti.
Il dichiarante decade dai benefici qualora emerga la non veridicità dei contenuti delle dichiarazioni (fra le sanzioni, quelle del codice penale e del D.P.R. 445/2000, artt. 75 e 76).
Secondo quanto stabilito dal D.P.R. 445/2000, la pubblica amministrazione ha l’obbligo di accettare l’autocertificazione in tutti quei casi in cui la tale dichiarazione è prevista dalla legge, riservandosi la possibilità di effettuare controlli nel caso in cui siano presenti ragionevoli dubbi sulla veridicità del loro contenuto.

## Atti sostituibili
È possibile utilizzarla per i seguenti certificati:
- Nascita
- Residenza
- Stato Civile
- Cittadinanza
- Esistenza in vita
- Stato di Famiglia
- Nascita del Figlio
- Posizione agli effetti degli obblighi militari.
- Decesso del coniuge, dell'ascendente o discendente
- Godimento dei diritti politici
- Iscrizione ad albi o elenchi tenuti dalla Pubblica Amministrazione
- Titolo di Studio o qualifica professionale
- Smarrimento abbonamenti di viaggio